# 国家大基金
国家大基金（大基金），全称国家集成电路产业投资基金股份有限公司，是中华人民共和国在半导体行业的产业投资基金。
大基金成立于2014年9月26日，首期募资1387.2亿元，由国开金融、中国烟草、亦庄国投、中国移动、上海国盛、中国电科、紫光通信、华芯投资等企业于发起，基金规模约为1200亿元。基金重点投资集成电路芯片制造业，兼顾芯片设计、封装测试、设备和材料等产业，实施市场化运作、专业化管理。
大基金按照所有权、管理权分开的原则，拥有两层管理架构，由国家集成电路产业投资基金股份有限公司委托华芯投资管理有限责任公司为唯一管理人，承担基金投资业务。其中华芯投资由国家开发银行全资子公司国开金融有限责任公司出资45%，是国家集成电路产业投资基金（“大基金”）的唯一管理人以及“大基金二期”的管理人之一，负责基金的投资运作。 

## 丑闻
中國國務院於2014年中提出《國家集成電路產業發展推進綱要》訂下兩個里程碑目標；一、2020年，「集成電路產業與國際先進水準的差距逐步縮小，16、14奈米製造工藝實現規模量產」；二、2030年「集成電路產業鏈主要環節達到國際先進水準，一批企業進入國際第一梯隊。」但到了2022年，只有中芯国际才传出量產7奈米晶片、擴大28奈米產能的消息，與早就囊括全球先進製程的台積電、三星電子差距十分巨大。除中芯國際，中國其他晶片業者連2014年《綱要》的第一個里程碑目標都未達標。
在中共二十大之前，国家大基金已有多名高管被捕：
- 2021年11月19日，华芯投资原副总裁高松涛涉嫌严重违法，正在接受监察调查。[3]
- 2022年7月15日，国开发展基金管理部原副主任路军涉嫌严重违纪违法，正接受中央纪委国家监委驻国家开发银行纪检监察组纪律审查和吉林省监委监察调查。[4]
- 2022年7月30日，大基金总经理丁文武涉嫌严重违纪违法，正接受中央纪委国家监委驻工业和信息化部纪检监察组纪律审查，北京市监委监察调查。[5]
- 2022年8月9日，华芯投资原总监杜洋、投资三部副总经理杨征帆涉嫌严重违纪违法，正接受中央纪委国家监委驻工业和信息化部纪检监察组纪律审查，北京市监委监察调查。投资二部原总经理刘洋涉嫌严重违法，正接受北京市监委监察调查。[6]

据路透社2022年12月3日报道，面对美国的技术限制和打压，中国政府正制定一个规模超过1万亿元的半导体产业扶持计划。但2023年1月4日彭博社引述知情人士报道称，中国高官认为这一补贴计划到目前为止收效甚微，不仅没有产生预期的效果，而且还招致腐败问题和美国制裁，一些决策者已对未能达到预期效果的投资依赖型发展道路失去了兴趣。